# 米哈伊爾·日茲涅夫斯基
米哈伊爾·米哈伊洛維奇·日茲涅夫斯基（羅馬化：Mykhailo Mykhailovych Zhyznevskyi；1988年1月26日—2014年1月22日），白俄羅斯活動家和記者，以及獨立廣場自衛隊隊員。他是UNA-UNSO的隊員，居住在白采爾科維。他於2014年1月在烏克蘭基輔格魯舍夫斯基大街的一次騷亂中死亡，當時正值親歐盟示威運動。他是首位被授予烏克蘭最高獎項——烏克蘭英雄的外國人。

## 生平
日茲涅夫斯基在戈梅利州斯蒂亞普拉特西村長大，就讀於戈梅利學校№15的軍事班，十年級後他去學校學習成為一名煤氣管道焊接工人。他在騎士俱樂部製作中世紀盔甲，練習空手道並參加東正教會。他計劃在軍隊服役，之後前往齊羅維奇修道院。
2005年9月11日，17歲的日茲涅夫斯基離家出走，移居至烏克蘭。他曾告訴烏克蘭人民自衛隊的朋友，他是由於白俄羅斯克格勃的政治迫害而離開的，而白俄羅斯政府聲稱他因逃避兵役被宣布通緝。他在烏克蘭使用假名「阿列克謝」或「洛基」——以紀念北歐神話中的神。他有很長一段時間沒有與白俄羅斯的家人聯繫，但在他生命的最後一年，他恢復了與父母的聯繫。他在基輔與父母見面，並計劃在2014年春天回家。2012年，日茲涅夫斯基來到烏克蘭的警察局，出示文件並說沒有必要找尋他。
日茲涅夫斯基對歷史、神話、騎士精神、軍事事務及生存遊戲有所興趣。他認為對他來說，在烏克蘭生活和工作比在白俄羅斯更容易。
在烏克蘭，他先住在頓涅茨克和克里維里赫，之後住在基輔。在他生命的最後幾年，他在白采爾科維租了一間房子。他做過焊工和門窗安裝工。他是《基輔新聞社》報紙的自由記者，熱愛新聞工作。他是政治家，但與民族主義組織UNA-UNSO合作，因為它有一個很好的生存遊戲隊。

## 參與親歐盟示威運動
日茲涅夫斯基從第一天起就應UNA-UNSO的號召參加親歐盟示威運動。他是獨立廣場自衛隊成員，參與保護獨立廣場設施，在帳篷裡執勤，並協助UNA-UNSO的工作。他被認為是該組織最活躍的成員之一。在他生命的最後兩個星期，他為《基輔新聞社》收集信息。他於2014年1月22日上午9點左右在格魯舍夫斯基大街的迪納摩體育場附近因心臟中彈而死亡。日茲涅夫斯基的父親對能否找到謀殺犯表示懷疑。他認為他的兒子是被狙擊手殺死的，但他認為烏克蘭和白俄羅斯當局都不會進行客觀調查。白俄羅斯大使館沒有對日茲涅夫斯基的死亡發表評論。
2014年11月27日，被追授天堂百英雄勳章。2017年6月13日，被追授烏克蘭英雄金星勋章，使他成為首位獲得「烏克蘭英雄」稱號的外國人。